# 上步区
上步区，或为上埗区，全称上步管理区，是中国广东省深圳市的一个历史区划，为现今福田区的前身，后由于城市行政区域规划调整而不复存在。

## 概况
1983年6月设立上步办事处（县级）行政机构，初始管辖上步、福田2个街道，同年增加园岭、南园、福田、沙头、梅林5个街道，东界为红岭路、南界为深圳河、西界为车公庙甜水坑、北界为莲花山公园和笔架山，形成上步区雏形。该区成立时常住人口6万人，暂住人口5万人，面积68.8平方公里。
1985年，机构和区域规划改革成立上步管理区，1990年9月，上步管理区撤销，原区设立为福田区。

## 争论
福田区冠名之争。